# Головко, Дмитрий Богданович
Дмитрий Богданович Головко (род. 27 июня 1936, город Киев) — украинский советский деятель, секретарь Киевского горкома КПУ, радиофизик, ректор Киевского технологического института легкой промышленности. Кандидат технических наук (1971), профессор (1992). Действительный член Московской международной академии педагогики и социологии. Председатель Совета основателей Украинской технологической академии (УТА). Академик УТА (отделение «Сертификация технологий, изделий и материалов») (с 1992 года).

## Биография
В 1958 году окончил Киевский государственный университет имени Тараса Шевченко.
С 1958 по 1970 год работал на предприятиях военно-промышленного комплекса в Киеве и в Киевском научно-исследовательском институте радиоэлектроники. Член КПСС .
В 1970—1974 годах — на партийной и советской работе в Киеве. К февралю 1974 года — председатель исполнительного комитета Московского районного совета депутатов трудящихся города Киева.
В феврале 1974 — январе 1986 года — секретарь Киевского городского комитета КПУ.
В 1986—2003 годах — ректор Киевского технологического института легкой промышленности. Председатель оргкомитета Международной научно-практической конференции «Современные информационные и энергосберегающие технологии жизнеобеспечения человека».
С 2003 года — советник ректора и профессор кафедры физики Киевского технологического института легкой промышленности (теперь Киевского университета технологий и дизайна).

## Научная деятельность
Возглавлял научные разработки принципиально новых твердотельных электролюминесцентных источников света на базе специально изготовленных широкозонных материалов, а также создание теоретических основ системы метрологической сертификации научно-технической продукции. Исследовал вопросы автоматизации управления производством, сертификации и стандартизации. Автор 5 монографий, учебных пособий и 12 авторских свидетельств и патентов на изобретения. Имеет государственные награды.

## Основные труды
- Общие основы физики: учебник. 1998.
- Высокоточные измерения многофункциональными термосенсором. 2000
- Основы метрологии и измерений. 2001
- Модуляционные измерители электрических и неэлектрических величин. 2001
- Частотно-дисперсионные анализаторы состава веществ. 2002

## Награды
- 2 ордена Трудового Красного Знамени
- Орден «Знак Почёта»
- орден «За заслуги» III степени (1996)
- медали
- заслуженный работник народного образования Украины